# Zatoń Dolna
Zatoń Dolna (niem. Nieder Saathen) – wieś w Polsce położona w województwie zachodniopomorskim, w powiecie gryfińskim, w gminie Chojna. Wieś znajduje się na zboczu Doliny Dolnej Odry, na północnym skraju Cedyńskiego Parku Krajobrazowego, w urozmaiconym krajobrazowo mikroregionie Wzgórz Krzymowskich.
| SIMC    | Nazwa | Rodzaj |
| ------- | ----- | ------ |
| 0774010 | Raduń | osada  |

Największą atrakcją turystyczną okolic wsi jest tzw. park krajobrazowo-naturalistyczny Dolina Miłości. Przez wieś i okolice przechodzą:  Szlak „Zielona Odra”,  Szlak przez Rajską Dolinę.
We wsi barokowy kościół z 1711 r. z sygnaturką z pierwszej połowy XIX w. Kościół wybudowany na planie wydłużonego dwunastoboku z wysoką kruchtą od zachodu i centralnie osadzoną na dachu wieżyczką dobudowaną w 1830, park „Rajska Dolina”, po 1860, nr rej.: A-1183z 16.03.1992.
W latach 1975–1998 miejscowość administracyjnie należała do województwa szczecińskiego.